# Fenyves (Ukrajna)
Fenyves (ukránul: Стригальня [Sztrihálnya]) falu Ukrajnában, Kárpátalján, a Huszti járásban.

## Fekvése
Ökörmezőtől északkeletre, 705 méter tengerszint feletti magasságban fekvő település.

## Nevének eredete
A Sztrihálnya helységnév ruszin eredetű. A név a ruszin-ukrán cтригальнuй ’nyíró, vágó’ melléknév nőnemű származéka (СУМ. 9: 767, Чопей 382). A magyar Fenyves a ruszin névvel nincs kapcsolatban, A falu a magyar Fenyves nevet 1904-ben  a helységnévrendezéskor kapta.

## Története
Nevét 1770-177272 között Sztrihalny néven említették (Motzel:index), 1780-1781-ben Sztruhálya (Mth. 52), 1789-ben Sztrihalnyi, Sztrihalyni, 1808-ban Sztrihalyna, Strihalňa (Lipszky: rep. 662), 1828-ban Sztrihalnya, 1838-ban Sztrihalnya (Schem. 61), 1851-ben Sztrihajna, 1877-ben Sztrihánya, 1898-ban Sztrihálnya (hnt.), 1907-ben, 1913-ban Fenyves (hnt.), 1925-ben Strihálňa, 1930-ban Střihalně (ComMarmUg. 128–9), 1944-ben Fenyvestelep, Стригальня (hnt.), 1983-ban Стригальня, Стригальня (Zo).
Pesty Frigyes az 1800-as években írta a településről:
Sztrihájnya telepitvény régib idökben tisztán Juh tanyák voltak itt, ’stavasszal itt nyiradván a Juhok, onnan (:Sztrézse:) nyirni Sztrihájnyának elneveztetett.

## Népesség
A 2001 évi népszámláláskor 507 lakosa volt.